# Natalia Madaj
Natalia Madaj (Piła, 25 de janeiro de 1988) é uma remadora polonesa, campeã olímpica.

## Carreira
Madaj competiu nos Jogos Olímpicos de 2012 e 2016, conquistando a medalha de ouro, no Rio de Janeiro, com Magdalena Fularczyk na prova do skiff duplo. Quatro anos antes ficou em oitavo lugar geral no skiff quádruplo, competindo com a equipe da Polônia, em Londres.